# Harold Faltermeyer
Hans Hugo Harold Faltermeier (ur. 5 października 1952 w Monachium) – niemiecki muzyk, kompozytor i producent muzyczny.

## Życiorys
Jego najbardziej znane kompozycje to synth popowy hit „Axel F” (1984) z komedii sensacyjnej Martina Bresta Gliniarz z Beverly Hills (Beverly Hills Cop, 1984) z udziałem Eddiego Murphy’ego oraz „Top Gun Anthem” (1986) z dramatu sensacyjnego Tony’ego Scotta Top Gun (1986) z Tomem Cruise. Napisał także utwory do komedii Michaela Ritchiego Fletch (1985) i jej sequelu Fletch żyje (Fletch Lives, 1989) z Chevym Chase oraz sensacyjnego filmu dystopijnego Paula Michaela Glasera Uciekinier (The Running Man, 1987) z Arnoldem Schwarzeneggerem. Jest autorem jazzowej ścieżki dźwiękowej do gry Jack Orlando (1998). Laureat dwóch nagród Grammy - w 1986 za najlepszą ścieżkę dźwiękową dla mediów wizualnych jako współtwórca ścieżki dźwiękowej do Gliniarza z Beverly Hills i w 1987 za najlepsze instrumentalne wykonanie - pop z gitarzystą Steve’em Stevensem - „Top Gun Anthem” ze ścieżki dźwiękowej Top Gun. W 1988 został nominowany do Oscara w kategorii „za najlepszą piosenkę oryginalną”, Złotego Globu za najlepszą piosenkę i Nagrody Brytyjskiej Akademii Filmowej za najlepszą muzykę do Gliniarza z Beverly Hills 2.
Jako muzyk sesyjny, aranżer i producent, Faltermeyer współpracował z międzynarodowymi gwiazdami popu takimi jak Donna Summer, Amanda Lear, Patti LaBelle, Barbra Streisand, Glenn Frey, Blondie, Laura Branigan, La Toya Jackson, Billy Idol, Jennifer Rush, Cheap Trick, Sparks, Bob Seger, Bonnie Tyler, John Parr, Al Corley i Pet Shop Boys.

## Twórczość
- Didi - Der Doppelgänger (1983)
- Gliniarz z Beverly Hills (1984)
- Fletch (1984)
- Nachts werden Träume wahr (1984)
- Top Gun (1985)
- Feuer und Eis (1985)
- Gliniarz z Beverly Hills II (1987)
- Blue Blood Scandalous (1987)
- Fatal Beauty (1987)
- Running Man (1987)
- Fletch żyje (1989)
- Tango i Cash (1989)
- Feuer, Eis & Dynamit (1990)
- Kuffs - Ein Kerl zum Schießen (1991)
- Willy Bogners White Magic (1994)
- Jack Orlando (soundtrack do gry, 1997)
- Das Leben ist schön (2000)
- Jack Orlando (soundtrack do gry, 2001)
- Auf der Jagd nach dem grünen Diamanten (2004)
- Asterix in Amerika (2006)
- Two Worlds (soundtrack do gry, 2007)
- Fujary na tropie (2010)